# Pierre-Michel Le Conte
Pierre-Michel Le Conte   (Rouen, 6 de març de 1921 - París, 16 d'octubre de 2000) va ser un director francès.

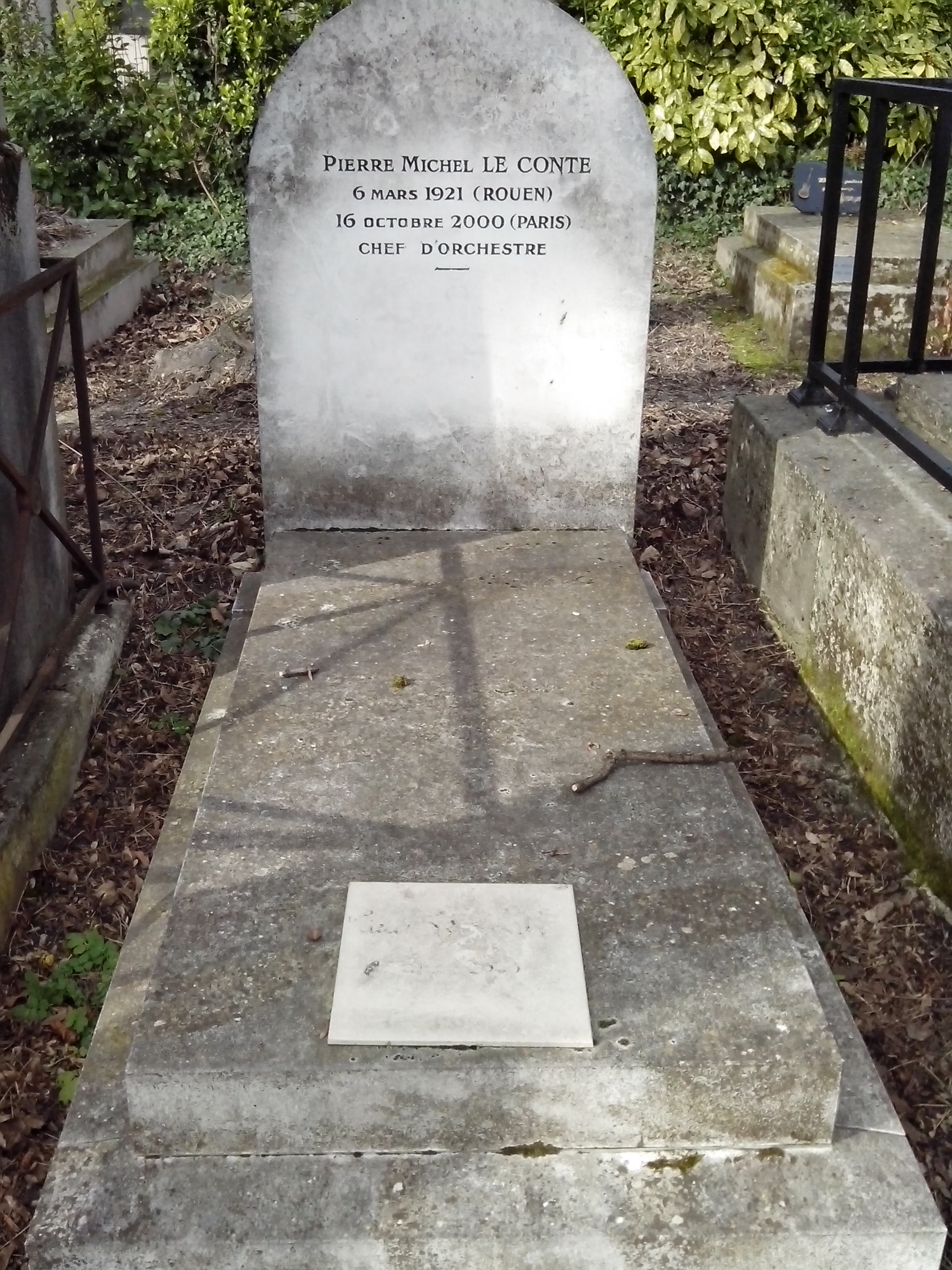
Tomba de Le Conte al cementiri Père-Lachaise de París

Als 5 anys, Le Conte va entrar a la "Maîtrise Saint-Evode" de la catedral de Rouen. Després va iniciar estudis de piano i violí a "l'École normale de musique" de Paris. Va acabar els seus estudis al Conservatori de París amb un primer premi per al fagot el 1944, després el primer premi de direcció orquestral, el 1947.
Posteriorment va ocupar els càrrecs de director musical a Ràdio Niça, després a Ràdio Tolosa des de 1949 fins a 1950, abans d'instal·lar-se a París, on de tant en tant dirigia l'orquestra de la "Société des concerts du Conservatoire". Però va ser a la "Radiodiffusion-Télévision Française" a l'Oficina de Radiodifusió Televisió Francesa que va realitzar la major part de la seva carrera, dirigint l'Orchestre Nacional de França, l'orquestra de cambra i en general "l'Orchestre Philharmonique" de Ràdio França (especialitzada en repertori líric), del qual es va convertir en director titular des de 1960 a 1973 després d'haver estat ajudant del seu primer director, Eugène Bigot.
Acadèmic del Conservatori de París, també va ser director del "7è arrondissement del Conservatori de París des de 1981. Le Conte va morir a París. Està enterrat a la Cimetière du Père-Lachaise (28a divisió).